# Aaero
Aaero — компьютерная игра в жанре музыкального рельсового шутера, разработанная британской инди-студией Mad Fellows и выпущенная 11 апреля 2017 года на Microsoft Windows, PlayStation 4 и Xbox One. 24 декабря 2018 года на платформе Nintendo Switch вышло переиздание Aaero: Complete Edition; в 2019 году оно так же было выпущено для Xbox. Управление в игре осуществляется с геймпада, который необходим даже при игре на персональном компьютере.
Игрок управляет космическим кораблём, который летит вдоль тоннеля до конца уровня. В тоннеле находятся рельсы из света, отклоняющиеся в тон основной партии композиции и определяющие оптимальную траекторию полёта, а так же встречаются враги, которых необходимо сбивать в такт музыке. Каждый уровень соответствует одной композиции саундтрека, преимущественно в стиле дабстеп.
Aaero получила в целом положительные отзывы критиков. Журналисты сравнивали игру с Rez, положительно оценив выбор музыки, графику и «рельсовые» сегменты уровней, однако критикуя техническое состояние игры.

## Игровой процесс
Aaero является музыкальной игрой. В то время как большинство музыкальных игр предлагают игроку либо следовать по трассе, определяемой музыкой, либо стрелять в ритм, Aaero совмещает в себе оба видения жанра. Саундтрек игры преимущественно состоит из композиций в стиле дабстеп, разбавляемых треками в стилях драм-н-бейс и традиционной электронной музыки. Всего в базовой версии игры 15 уровней, а в Complete Edition — 21. Вся музыка в игре лицензирована; используются композиции таких исполнителей, как Noisia, Кэти Би, Flux Pavilion, Neosignal, The Prototypes и Habstrakt. В игре нет возможности загружать собственную музыку.
Игра разбита на уровни, каждый из которых соответствует одной композиции саундтрека. Прохождение одного уровня в среднем занимает около трёх минут. Управление осуществляется аналоговыми стиками контроллера, наличие которого обязательно для игры даже в версии для персонального компьютера. Игрок управляет космическим кораблём и летит по тоннелю вдоль уровня. В воздухе находятся рельсы — линии из света, которые отклоняются в тон основной партии композиции: как правило, вокала или ведущего синтезатора. С помощью левого стика можно отклонить корабль и направить его вдоль рельс. За следование вдоль рельс начисляются очки; кроме того, в это время композиция будет звучать целиком. Отклонение от рельс заглушит ведущую партию и со временем приведёт к уничтожению корабля игрока. Чем ближе игрок находится к центру линии, тем больше очков он получает.
Кроме того, корабль обладает способностью стрелять. По ходу уровня будут появляться враги. Некоторые из них будут просто летать в ожидании пока их собьют, а некоторые будут вести себя агрессивно — либо выпуская снаряды в сторону игрока, которые необходимо будет вовремя сбивать, либо пытаясь взять игрока на таран. Перед выстрелом игрок должен выбрать цели, использовав правый джойстик — причём одновременно можно выбрать до восьми целей, — после чего выстрелить, нажав на курок. Выстрелы осуществляются в такт музыке: чем ближе к музыкальной доле нажат огонь, тем быстрее осуществится выстрел и тем больше очков получит игрок, при этом стрелять необходимо перед долей, а не во время неё. Идеальный тайминг выстрела, как правило, приходится на первую и третью четверть такта, однако на некоторых уровнях можно стрелять на каждой четверти. Некоторые уровни представляют собой битвы с боссами, причём для прохождения уровня не обязательно их уничтожать — достаточно долететь до конца. Не успев убить босса, игрок, однако, получит сравнительно мало очков.
Также по ходу уровня могут встретиться препятствия, которые будет необходимо облетать. Оформление уровня — в частности, освещение, — так же сихронизировано с музыкой. Если игрок будет осуществлять успешные выстрелы и не сходить с рельс некоторое время, активируется множитель очков, который будет сброшен, если корабль игрока будет уничтожен. Помимо влияния на множитель, уничтожение игрока приведёт к потере одной из трёх жизней; при потере всех жизней прохождение уровня будет прервано и игроку придётся начать сначала. Как правило, на уровнях чередуются сегменты, в которых необходимо направлять корабль вдоль рельс, и сегменты с активной стрельбой.
После прохождения уровня, результат игрока занесётся в мировую таблицу рекордов, точность игрока оценится в процентном соотношении, а сам игрок получит от одной до пяти звёзд в зависимости набранных очков, причём для получения максимального числа звёзд игроку, как правило, необходимо ни разу не умереть и иметь точность выше 75 %. Звёзды необходимы для открытия новых уровней: так, чтобы открыть все песни, необходимо собрать 54 звезды, а чтобы разблокировать повышенный уровень сложности — 90 %. В игре есть третий уровень сложности, «мастер», для открытия которого необходимо собрать все звёзды на повышенном уровне сложности, а также особый режим Chillout, в котором невозможно умереть — в нём можно потренироваться в прохождении уровней и заучить поведение врагов. Кроме того, в каждом уровне находится несколько «секретов», выглядящих как светящиеся красные мишени, уничтожение которых может служить дополнительным стимулом перепроходить уровни. Некоторые секреты появляются всего на несколько мгновений, а потому для того, чтобы собрать их все за один полёт, необходимо запомнить их местоположение.

## Разработка
Aaero разрабатывалась студией Mad Fellows, состоящей из двух человек; эта игра стала дебютной для студии. Анонс игры прошёл в рамках выставки PlayStation Experience 2016, проведённой 3—4 декабря 2016 года. Для привлечения финансирования разработки был запущен проект на Kickstarter. Выпуск игры на платформы Microsoft Windows (через Steam), PlayStation 4 и Xbox One был назначен на 11 апреля 2017 года.
В декабре 2018 года разработчики объявили о выпуске Aaero на консоли Nintendo Switch. По их словам, когда Nintendo анонсировала свою консоль, Mad Fellows были погружены в разработку игры и у них не было времени и бюджета на то, чтобы всерьёз рассматривать выпуск на ещё одной платформе. После выпуска игры Сэм Мюррэй, ответственный в компании за пиар и связи с общественностью, опубликовал твит, в котором спросил фанатов, хотят ли они версию Aaero на консоли Nintendo. Огромное количество ответов убедило разработчиков, и уже через день они заказали девкиты Switch и приступили к разработке. Игра вышла на этой платформе 24 декабря 2018 года под названием Aaero: Complete Edition — в это издание вошли оба выпущенных DLC, 1000DaysWasted: Drum & Bass Pack и The Monstercat Pack, а также три скина для корабля игрока: Comet, Phaser и Sol. 30 апреля 2019 года издание Aaero: Complete Edition было также выпущено для консоли Xbox One. Так же была заявлена поддержка 4K на консоли Xbox One X.
В октябре 2019 года на EGX была представлена демонстрационная версия сиквела игры, Aaero 2. В сиквеле планируется новая боевая система и режим для двух игроков, а выпуск первоначально был назначен на 2021 год.

## Критика
Aaero получила в целом положительные отзывы критиков. Усреднённая оценка критиков, согласно агрегатору рецензий Metacritic, составляет 80 из 100 для Xbox One и Nintendo Switch и 77 из 100 для PlayStation 4. Рецензенты хвалили выбор музыки, графику и «рельсовые» сегменты уровней, однако критиковали техническое состояние игры.
Митч Уоллес из журнала Forbes, обозревая версию Aaero для Xbox One, оценил игру в 9,5 баллов из 10, сравнив её с такими играми, как Rez, Child of Eden, Star Fox, Tempest и Vanark. Он похвалил графику игры, набор музыки и отзывчивое управление, заявив: «как правило, ждать выхода новой качественной, инновационной и оригинальной музыкальной игры просто невыносимо. Однако изредка игровые облака распахиваются и с небес спускается нечто наподобие Aaero». Чад Гудмёрфи из Xbox Addict поставил игре 8,3 балла из 10. Он похвалил набор музыки и эстетику игры, удивившись тому факту, что Aaero была создана настолько маленькой студией, однако отметил, что сравнительно высокая сложность стартовых уровней делает игру труднодоступной для новых игроков, а кадровая частота игры не всегда стабильна.
Редакция журнала Edge поставила игре 7 баллов, сравнив её с Rez и заключив: «несмотря на все инновации в геймдизайне, Aaero не всегда удаётся соответствовать уровню синэстетического удовольствия своего основного примера для подражания». Джордан Хельм из Hardcore Gamer, обозревая дорелизную версию игры для Microsoft Windows, оценил Aaero 3 балла из 5, похвалив графику игры и «рельсовые» сегменты, однако раскритиковав просадки кадровой частоты, низкое разнообразие музыки и уровней, а также ряд дизайнерских решений.
Джон Райрдин из Nintendo World Power оценил версию для консоли Switch в 8 баллов из 10. Он отметил, что ему очень понравился геймплей даже с учётом того, что большая часть музыки пришлась ему не по вкусу, однако посчитал, что механика стрельбы в Aaero неудачная для музыкальной игры — из-за того, что выстрел необходимо осуществлять перед долей, а не во время бита, стрельба ощущается вне ритма. Таннер Пирс из DualShockers поставил игре оценку 6,5. Он похвалил музыку, одновременно отметив, что она не всем может прийтись по вкусу, и графику в некоторых уровнях, однако посчитал, что в игре недостаточно хорошо сделана прогрессия, и открытие более высоких сложностей — недостаточная награда для того, чтобы мотивировать игрока учить уровни.

## Комментарии
1. ↑  Английский, испанский, итальянский, китайский (упр.), корейский, немецкий, русский, французский, японский языки.